# Instrumenty dęte

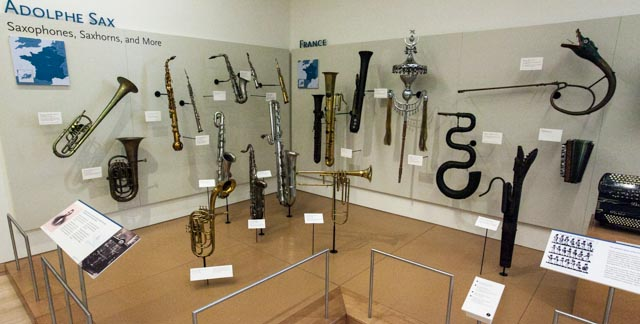
Wybrane instrumenty dęte

Instrumenty dęte – w klasyfikacji praktycznej grupa instrumentów muzycznych, w których dźwięk powstaje w wyniku zadęcia, a drgające powietrze ograniczone jest kanałem formującym tzw. słup powietrza (np. w trąbce, klarnecie, oboju i flecie). W klasyfikacji naukowej grupa instrumentów dętych należy do aerofonów z podgrupy 42 nazwanej aerofonami dętymi właściwymi.

## Budowa i zasada działania

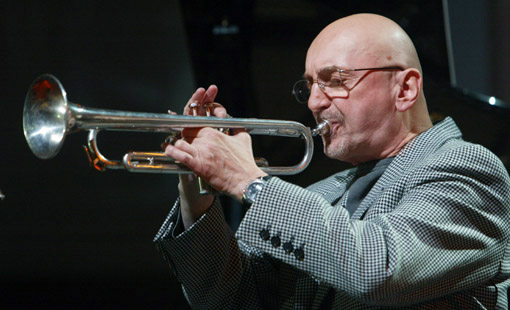
Tomasz Stańko dmący w trąbkę

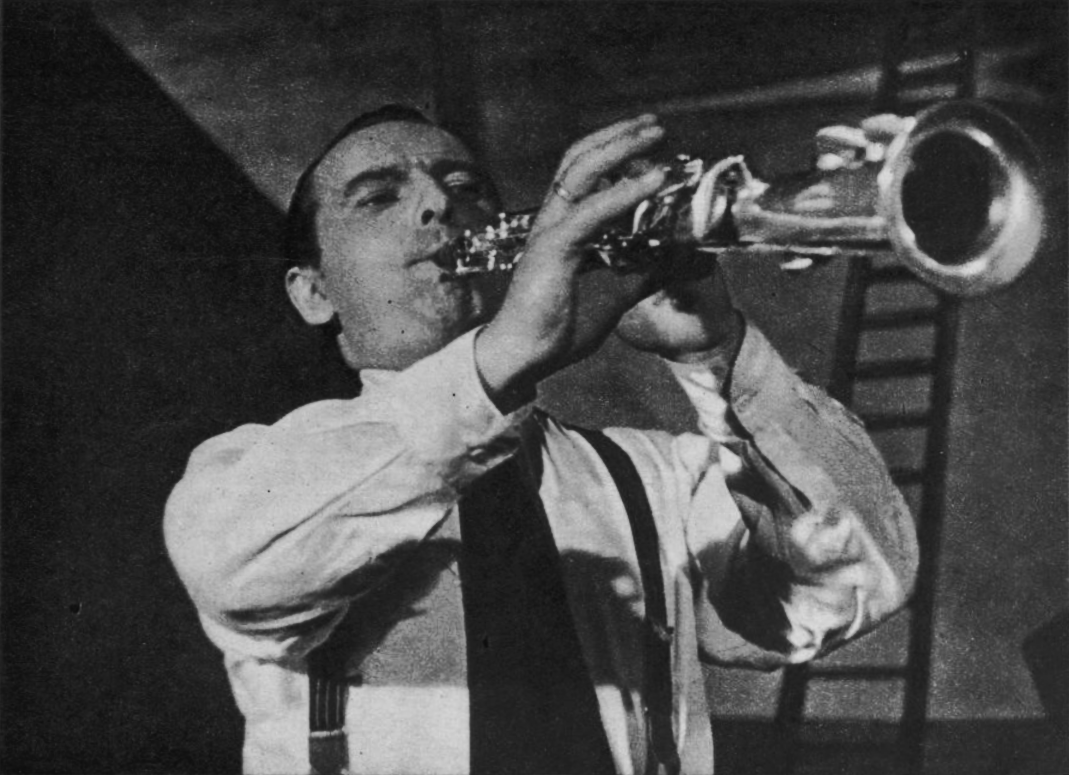
Jerzy Matuszkiewicz dmący w saksofon sopranowy

Zasadniczym elementem instrumentów dętych jest piszczałka, czyli podłużny korpus, w którym formowany jest słup powietrza – pewna ilość powietrza zdolna do wykonywania drgań podłużnych i emitowania dźwięku. Niektóre instrumenty dęte (np. flet podłużny) wyposażone są w otwory boczne – nieciągłości w korpusie, które służą do regulowania długości słupa powietrza i, co za tym idzie, wysokości dźwięku. W niektórych instrumentach (np. we flecie poprzecznym, klarnecie, saksofonie) otwory zamykane i otwierane są klapami – ruchomymi przykrywkami na długim ramieniu. Inne instrumenty (np. puzon) wyposażone są w suwak – ruchomy odcinek piszczałki połączony kielichowo z korpusem głównym. Jego wysuwanie powoduje przedłużanie kanału, w którym formowany jest słup powietrza i, co za tym idzie, obniżanie dźwięku. Inne instrumenty wyposażone są, obok głównego przewodu piszczałki, w odcinki dodatkowe, które włącza się do kanału głównego za pomocą przyrządów zwanych wentylami. Trąbka posiada wentyle tłokowe (pistony), a waltornia – wentyle obrotowe.
Dźwięk wydobywa się z instrumentu dętego przez zadęcie – wdmuchiwanie do niego powietrza. Istnieje kilka technik artykulacyjnych pozwalających uzyskać różne brzmienia i nadać wykonywanemu utworowi inny wyraz. Zadęcie przy naturalnej długości piszczałki umożliwia wydobycie dźwięku podstawowego, którym nazywany jest strój danego instrumentu. Techniką umożliwiającą uzyskanie innych wysokości dźwięków jest przedęcie.

## Podział

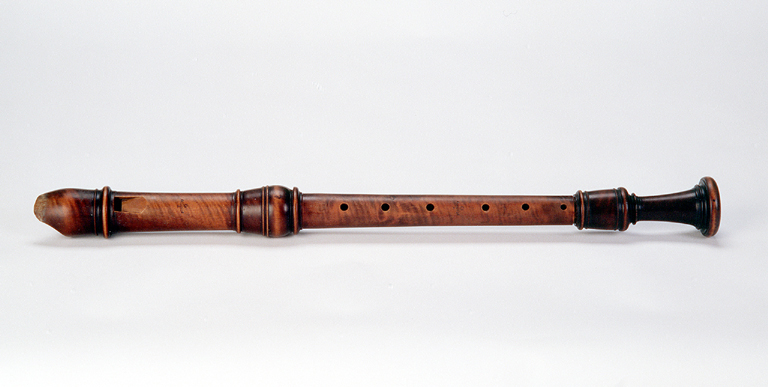
Flet prosty – instrument dęty drewniany z piszczałką wargową i otworami bocznymi bez klap

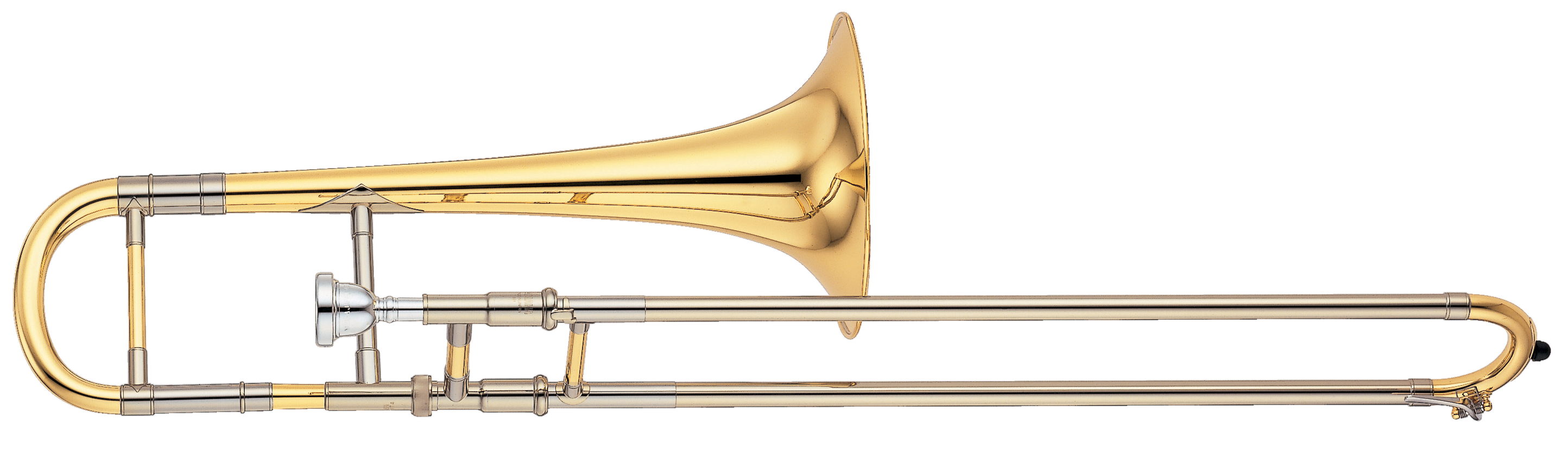
Puzon – instrument dęty blaszany z ustnikiem kociołkowatym i suwakiem

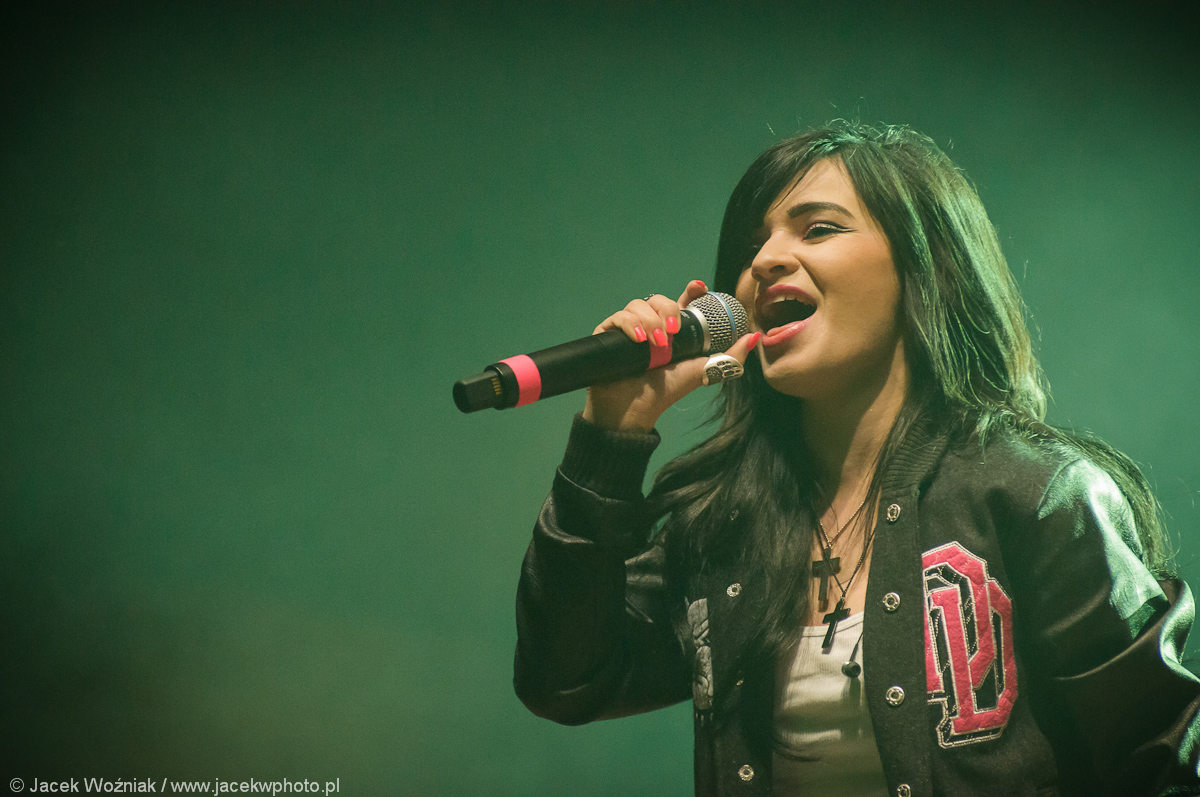
Głos ludzki – instrument dęty organicznostroikowy bezustnikowy

Kilka rozpowszechnionych sposobów klasyfikacji instrumentów dętych (i generalnie instrumentów muzycznych) sprawia, że jeden instrument może być przyporządkowany do wielu kategorii jednocześnie, np. trąbka jest jednocześnie instrumentem ustnikowym, organicznostroikowym i blaszanym.

### Według sposobu zadęcia
Ze względu na sposób zadęcia – pobudzania drgań – instrumenty dęte dzielą się na:
- ustnikowe, z ustnikiem lejkowatym lub kociołkowatym (m.in. trąbka),
- wargowe (flety),
- stroikowe, ze stroikiem pojedynczym (m.in klarnet) lub podwójnym (m.in. obój).

### Według incytatora
Incytator jest elementem pobudzającym drgania źródła dźwięku instrumentu muzycznego.  Incytatorem pierwotnym jest zawsze strumień powietrza z płuc lub miechów, a ze względu na rodzaj incytatora wtórnego, który wywołuje turbulencję powietrza i powstanie fal akustycznych instrumenty dęte dzieli się na:
- wargowe, np. flet piccolo, flet poprzeczny, fujarka, flet prosty, głosy wargowe w organach,
- pojedynczostroikowe, np. klarnet, saksofon,
- podwójnostroikowe, np. obój, obój miłosny, fagot, kontrafagot, rożek angielski, hekelfon, sarusofon,
- organicznostroikowe ustnikowe, np. trąbka, kornet, puzon, waltornia, skrzydłówka, tuba,
- organicznostroikowe bezustnikowe: głos ludzki i gwizd ludzki.

### Według budowy ogólnej
Ze względu na konstrukcję urządzenia lub urządzeń wzbudzających drgania powietrza, instrumenty dęte dzielą się na:
- drewniane – wargowe i stroikowe, np. flet, obój, klarnet, fagot, saksofon,
- blaszane, np. trąbka, róg, puzon,
- organy,
- głos ludzki.

## Historia

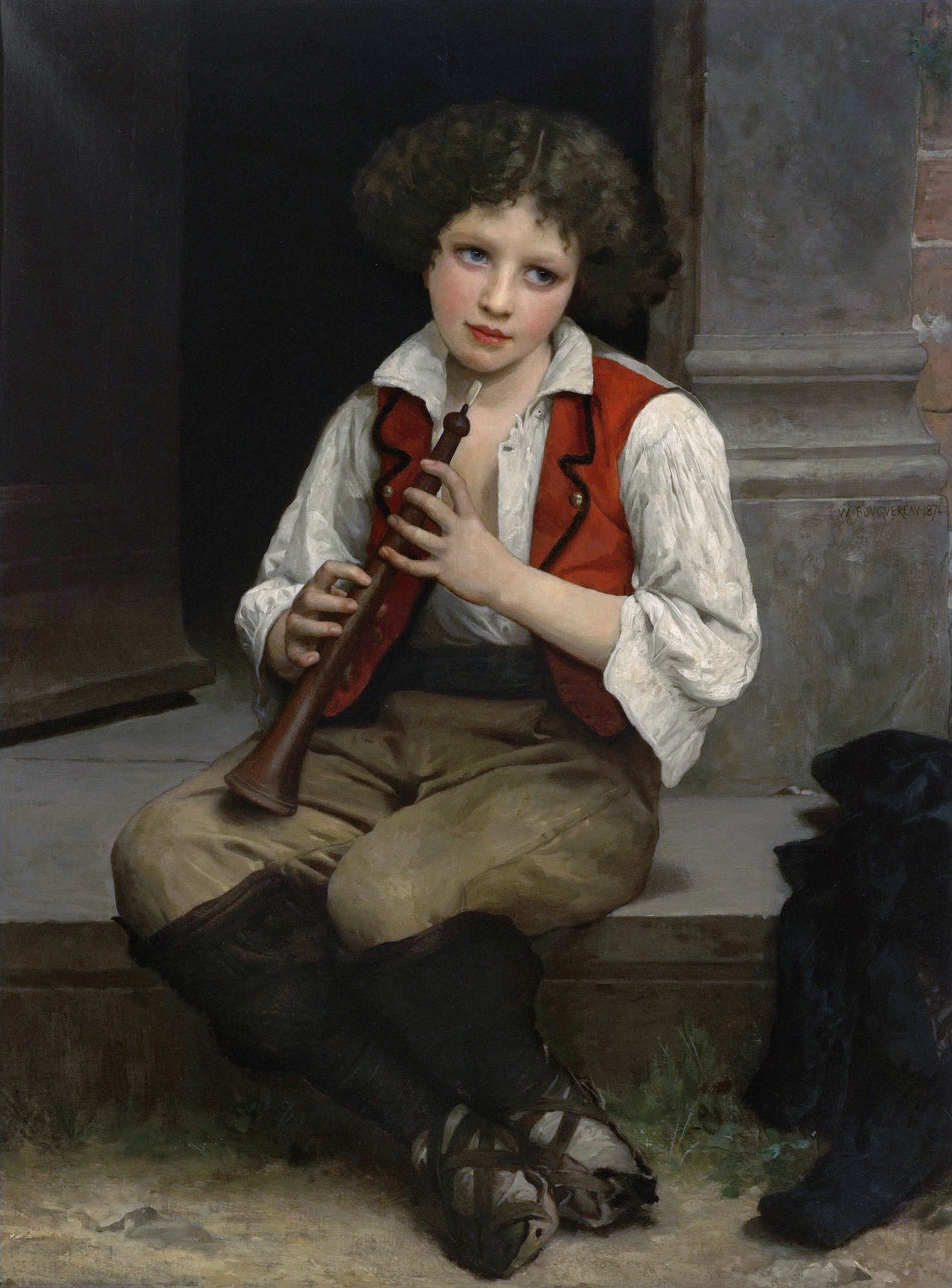
Dziewczyna trzymająca surmę – instrument dęty podwójnostroikowy – na obrazie „Flecistka” (1874) Williama Adolphe′a Bouguereau

Instrumenty dęte to najstarsze po idiofonach instrumenty muzyczne. Ich geneza sięga prehistorii i związana jest z czynnikami rytualnymi. Instrumenty dęte były wykonywane z części roślin (piskawki ze źdźbła trawy, prymitywne trąbki ze zwiniętego liścia trzciny lub pustej gałęzi) lub ze zwierzęcych i ludzkich kości (piszczałki o zadęciu krawędziowym i poprzecznym). W starożytności istniały już wszystkie rodzaje współczesnego instrumentarium dętego. Przodkami fletu, klarnetu i oboju są sumeryjskie, asyryjskie, egipskie piszczałki odpowiednio o zadęciu krawędziowym, ze stroikiem pojedynczym i podwójnym; przodkami instrumentów dętych blaszanych – używane tam rogi i trąby wykonane z brązu i ze złota.
Instrumenty dęte przeszły w epokach renesansu i baroku szereg ewolucji i przekształceń zanim w epoce romantyzmu stały się jedną z głównych grup orkiestry symfonicznej. Od XV do XVIII wieku powstawały rozmaite, pozbawione jeszcze mechaniki klapowej i wentylowej pierwowzory współczesnych fletu, oboju, klarnetu, fagotu, rogu, trąbki i tuby, m.in. szałamaja, pomort, sordun, raket, krummhorn, szrajer, rauschpfeife, cynk, puzon, obój myśliwski, obój miłosny, róg myśliwski, róg naturalny i trąbka suwakowa.